# Ovalkirche

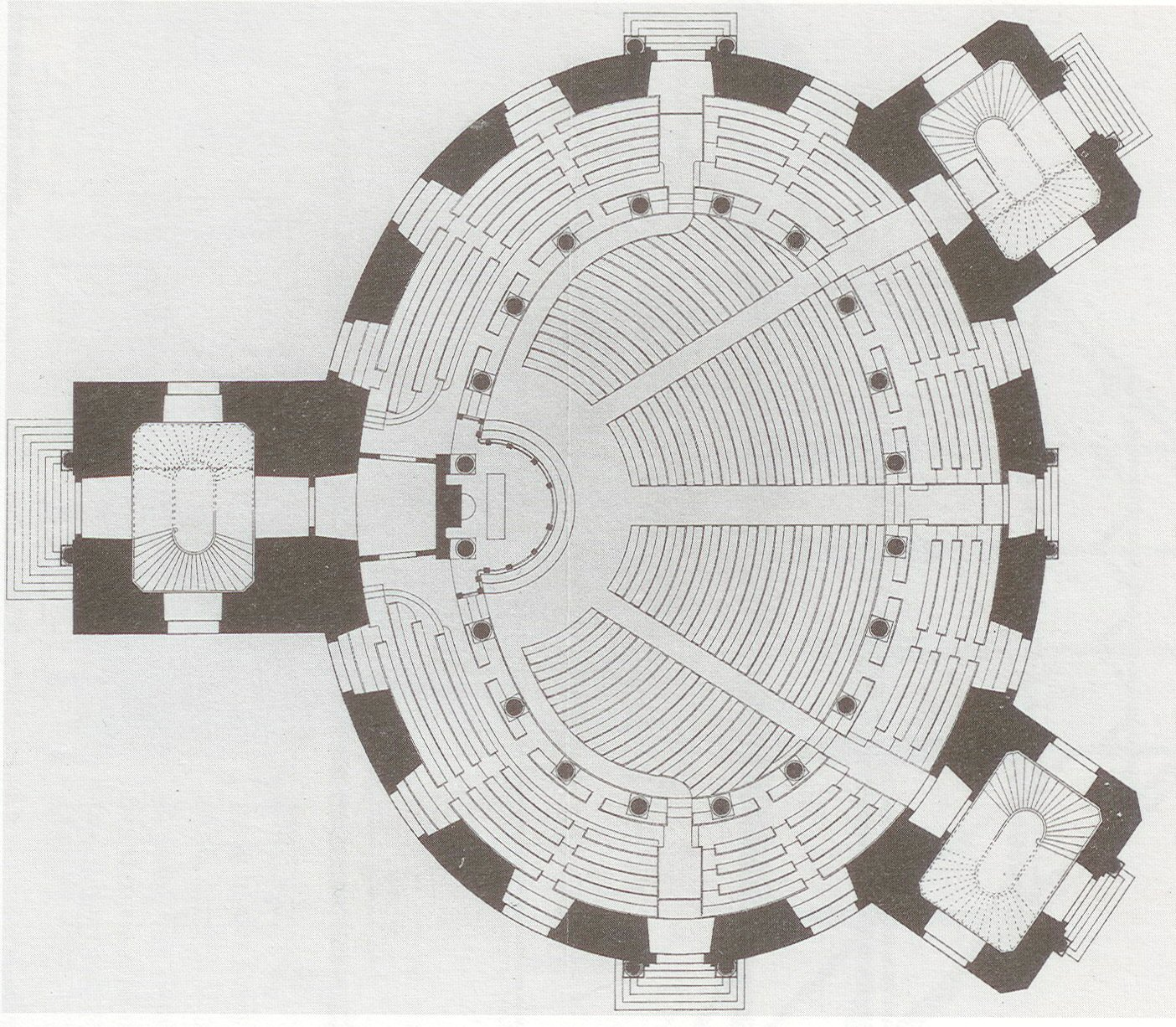
Grundriss der Frankfurter Paulskirche

Als Ovalkirche wird ein christlicher Sakralbau mit ovalem Grundriss bezeichnet.
Als früheste eigentümliche Ausformung einer Ovalkirche gilt die romanische Kölner Kirche St. Gereon, ein Konchenovalbau aus dem 4. Jahrhundert. Zu einem prägenden Stilelement in der Kirchbaugeschichte wird die ovale Grundrissform jedoch viel später. Sie findet sich vornehmlich bei evangelischen Kirchenbauten des Barocks und des Klassizismus, aber auch vereinzelt bei postmodernen Bauwerken. In der evangelischen Bautradition war die Wahl dieser Grundrissform oft verbunden mit dem Streben nach der Überwindung der Längskirche zugunsten eines Predigtsaals.

## Evangelisch-Reformierte Tradition

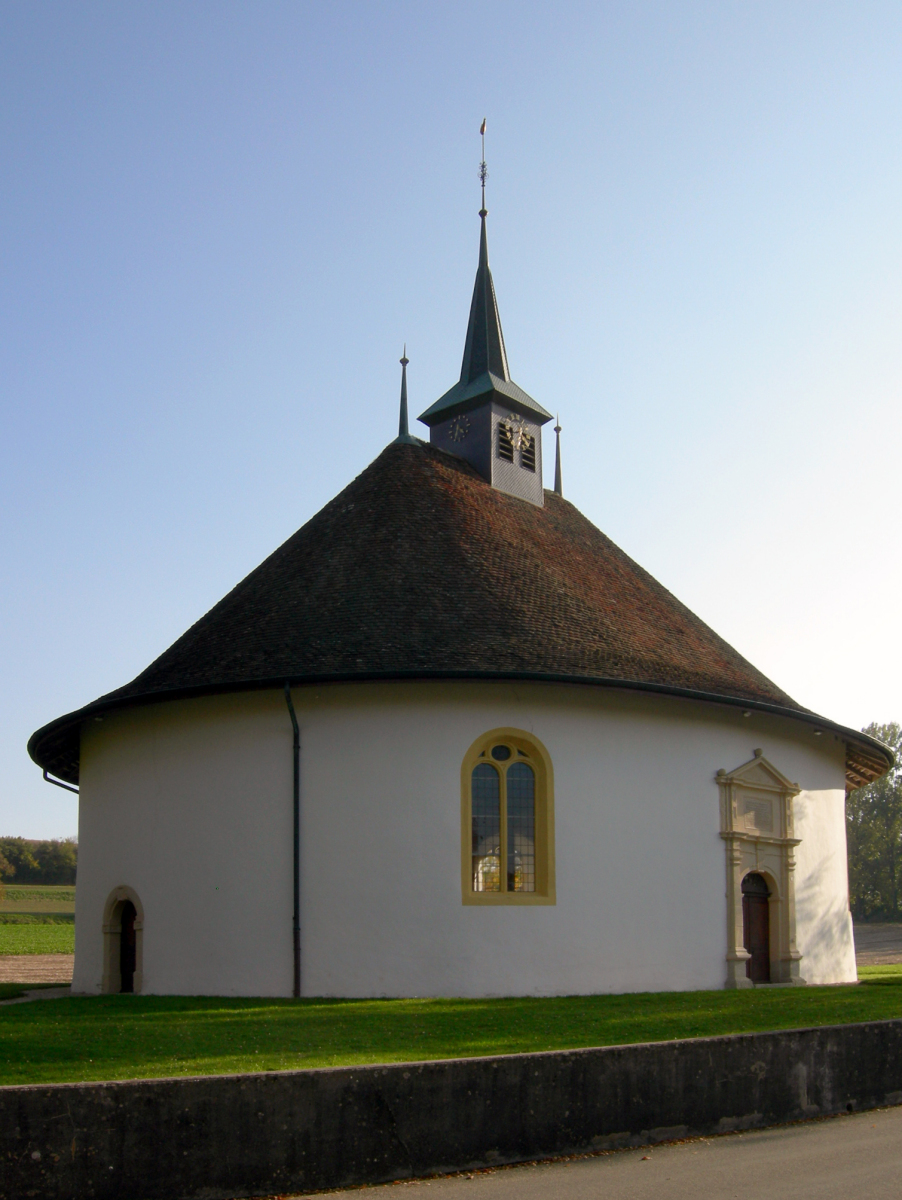
Reformierte Kirche von Chêne-Pâquier, 1667

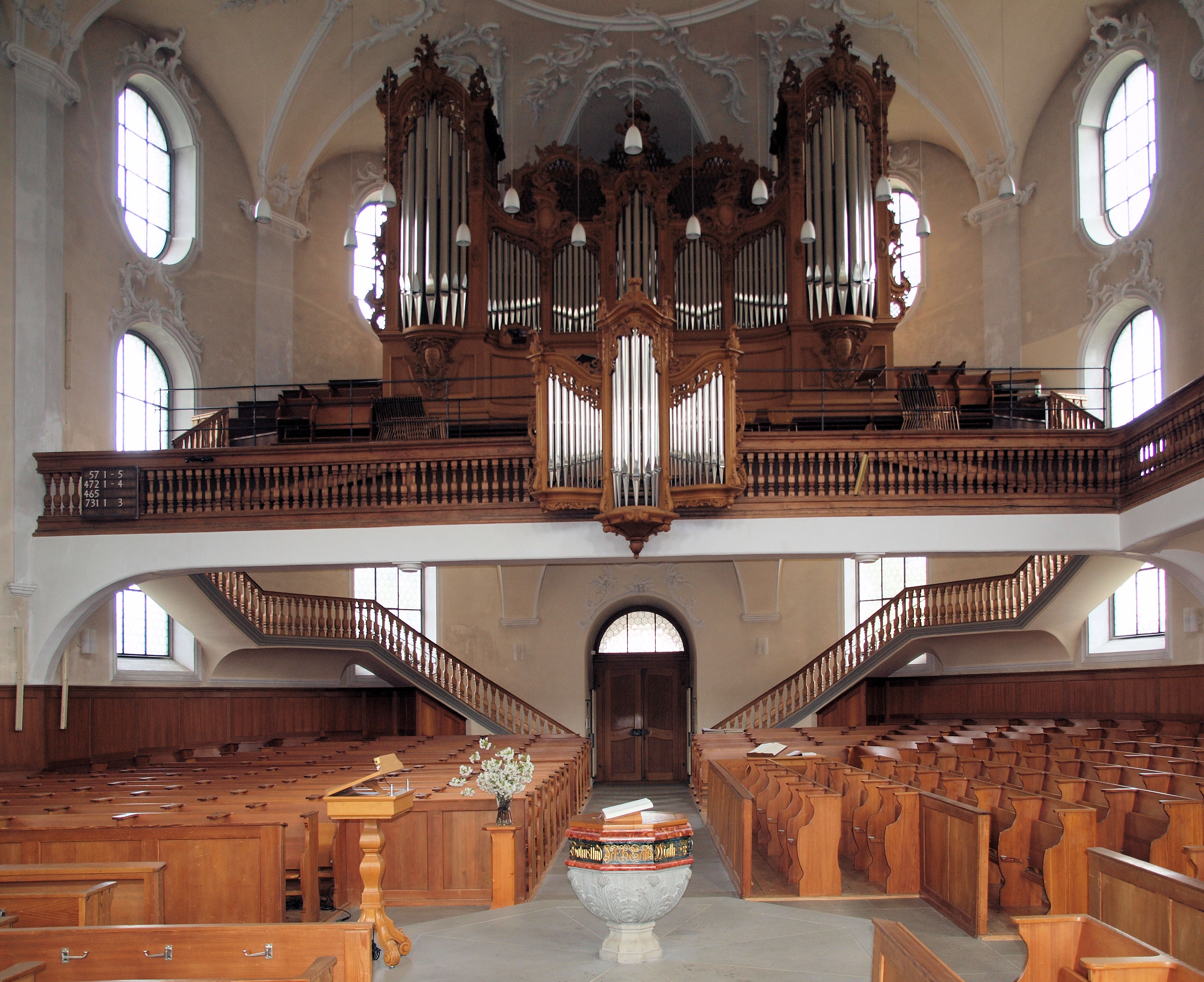
Reformierte Kirche Horgen, 1782

Nach den Lehren Huldrych Zwinglis und Jean Calvins soll die Wortpredigt den Mittelpunkt des Gottesdienstes bilden. Die katholische Messe und mit ihr die Altäre, wurden von diesen Reformatoren abgelehnt. Dies brachte in der evangelisch-reformierten Kirchenbautradition einige neue Grundrissformen hervor, etwa die Querkirche und damit, maßgeblich von den französischen Hugenotten beeinflusst, auch den querovalen Predigtraum. Beispiele:
Deutschland
- Französische Friedrichstadtkirche, 1701–05 von Jean Louis Cayart
- Petrikirche Minden, 1739–43
- Französische Kirche Potsdam, 1752–53 von Jan Bouman
- Französisch-reformierte Kirche Frankfurt am Main-Bockenheim, 1769
- St.-Jakobs-Kirche Frankfurt am Main-Bockenheim, spätes 18. Jahrhundert

Frankreich
- Temple de Paradis[1] in Lyon, 1564 von Jean Perissin[2]

Schweiz
- Kirche Chêne-Pâquier, 1667 von Abraham Dünz
- Reformierte Kirche Oron-la-Ville, 1678 von Abraham Dünz
- Reformierte Kirche Chêne-Bougeries, 1756–58 von Jean-Louis Calandrini
- Reformierte Kirche Embrach, 1779–80 von David Vogel
- Reformierte Kirche Horgen, 1780–82 von Johann Jakob Haltiner
- Reformierte Kirche La Chaux-de-Fonds, 1794–96 von Moïse Perret-Gentil
- Reformierte Kirche Schwerzenbach, 1812–13 von Hans Conrad Bluntschi
- Reformierte Kirche Seengen, 1820–21 von Jost Kopp
- Reformierte Kirche Meisterschwanden, 1820–22 von Jost Kopp
- Reformierte Kirche St. Sulplice NE, 1821
- Temple St. Jean in La Chaux-de-Fonds, 1969–72 von Daniel Grataloup
- Kirche Allmendingen bei Thun, 1996

## Evangelisch-Lutherische Tradition

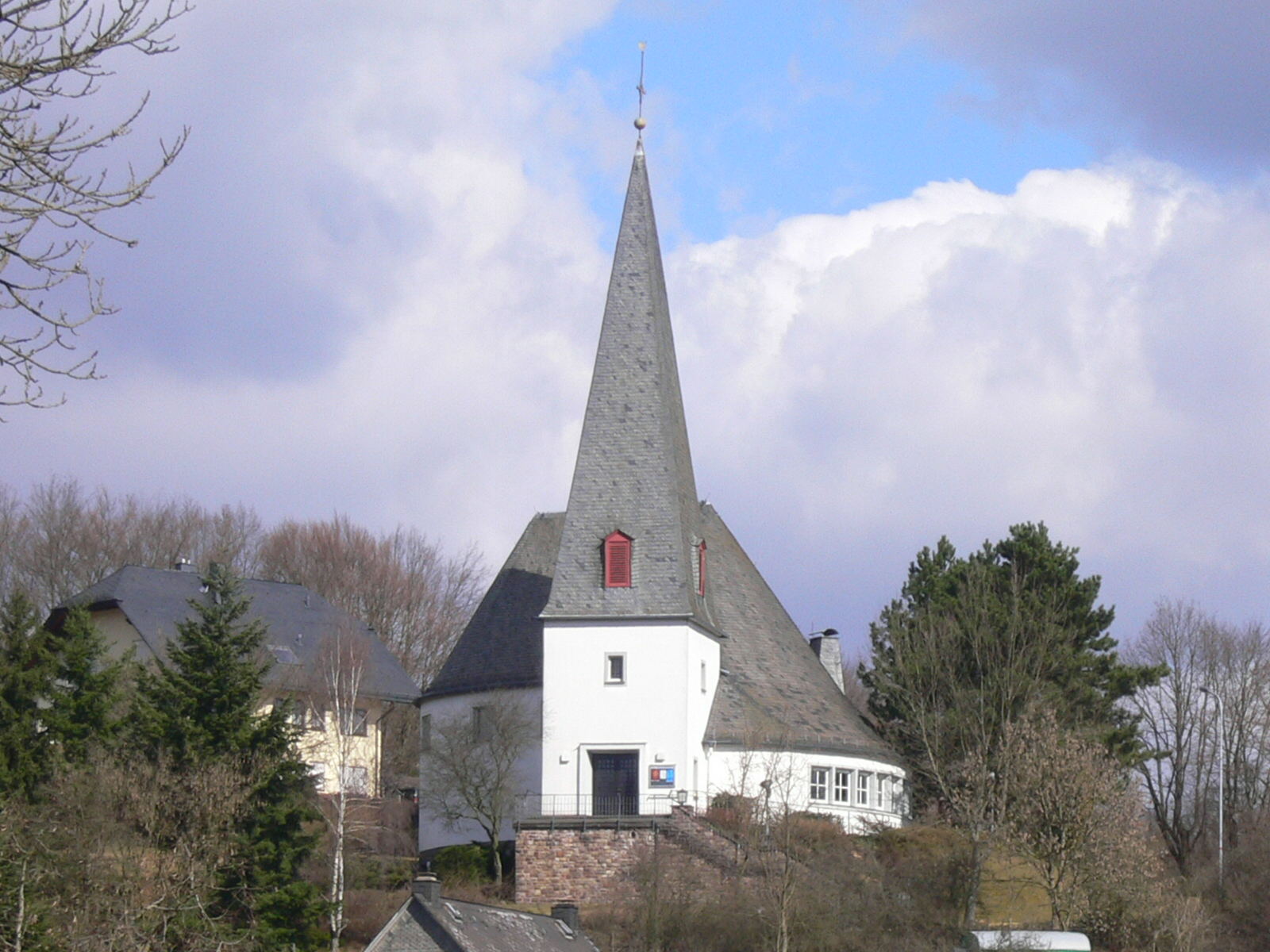
Neue evangelische Kirche Wommelshausen, Grundriss in Ei-Form

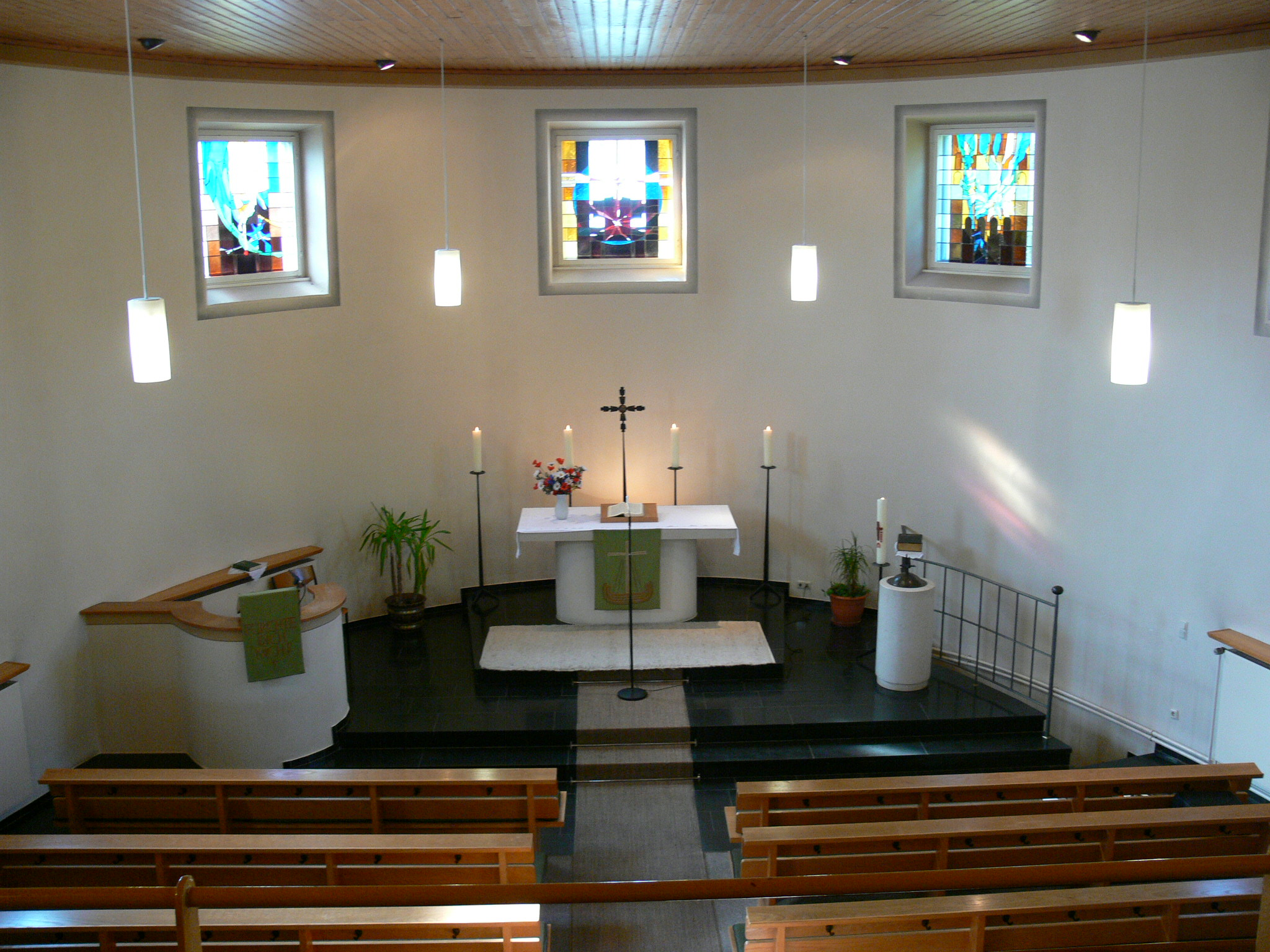
Neue evangelische Kirche Wommelshausen, Blick zum Altar

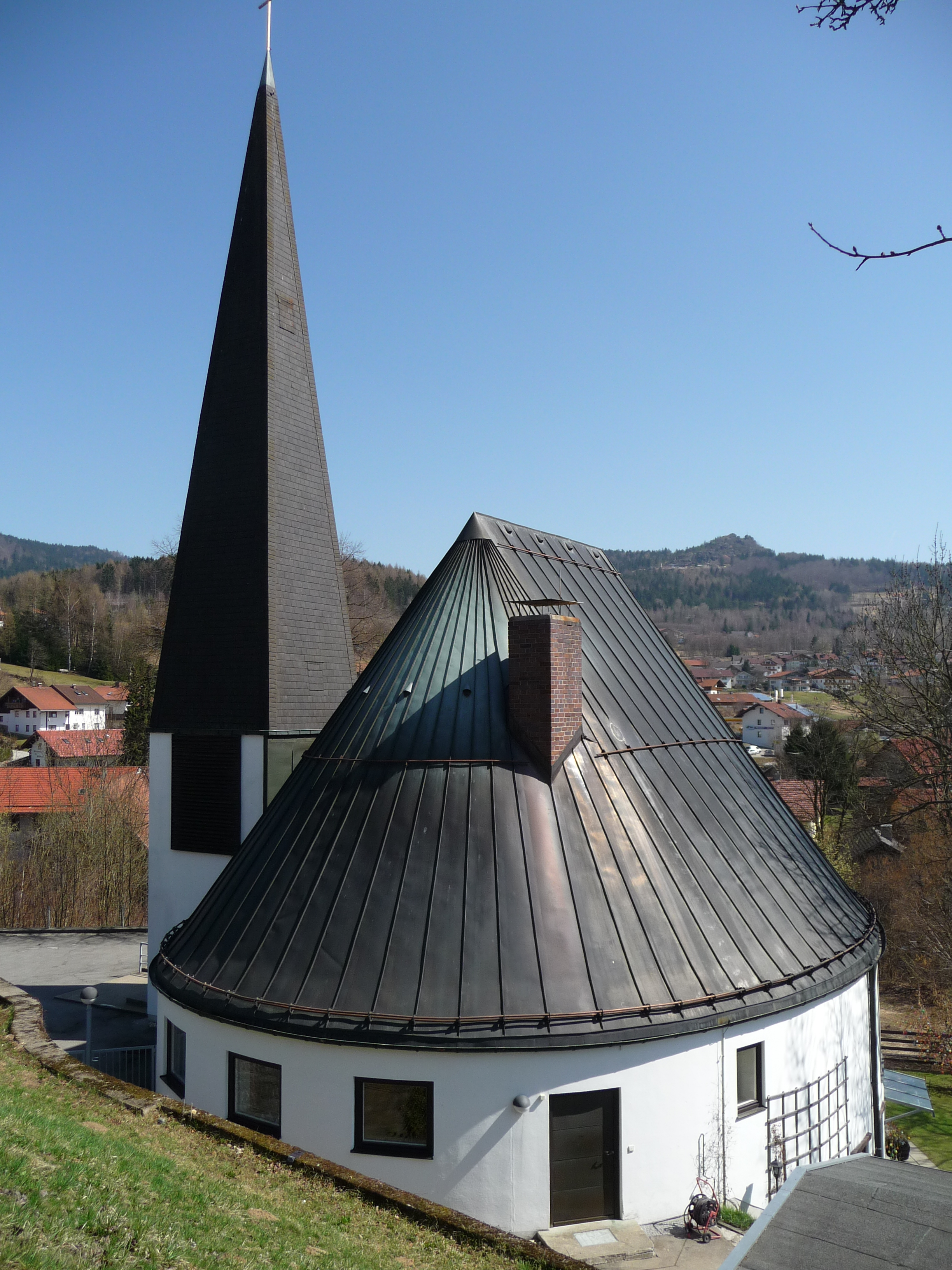
Evangelische St. Johanneskirche, Bodenmais

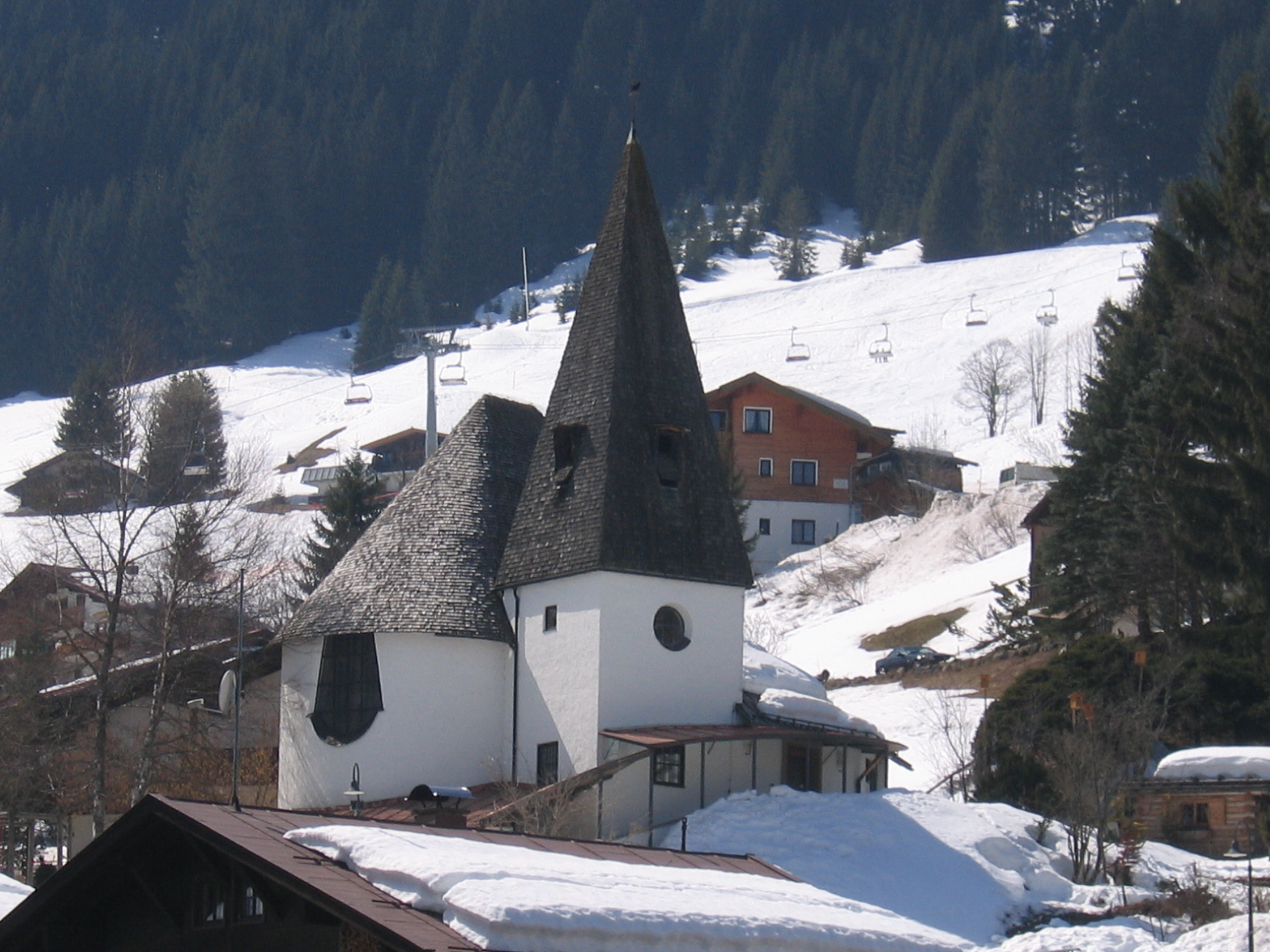
Evangelische Kreuzkirche in Hirschegg, Kleinwalsertal

In der lutherischen Tradition bilden Ovalkirchen eine Seltenheit.

### Dänemark
- Strandby Kirke, 1966 von Jacob Blegvad

### Deutschland
- Frankfurter Paulskirche, 1789–1833
- Kirche Grünberg, Grünberg (Brüssow) (Uckermark), 1793
- Johannes-Kirche, Bodenmais 1963
- Neue Kirche, Bad Endbach-Wommelshausen, 1965 von R. Schuhmacher, eiförmiger Grundriss

### Österreich
- [[Kreuzkirche Hirschegg]], 1952–53 von Gustav Gsaenger, eiförmiger Grundriss

### Polen
- Dreifaltigkeitskirche (Rudziczka)
- Erlöserkirche (Wałbrzych)
- Evangelische Kirche in Żeliszów, Schlesien

### Weitere
- Litauische Kirche (Tilsit), abgegangen

## Katholische Tradition
Im katholischen Kirchenbau sind Ovalkirchen vor allem im Barock entstanden. Die Gründe für die Grundrissform liegen hier jedoch nicht in liturgischen Erwägungen, sondern vielmehr in der nach Originalität strebenden verspielten Architektur des katholischen Barock. Bei moderneren Bauten spielen hingegen öfter auch liturgische Überlegungen eine Rolle. Beispiele:

### Deutschland

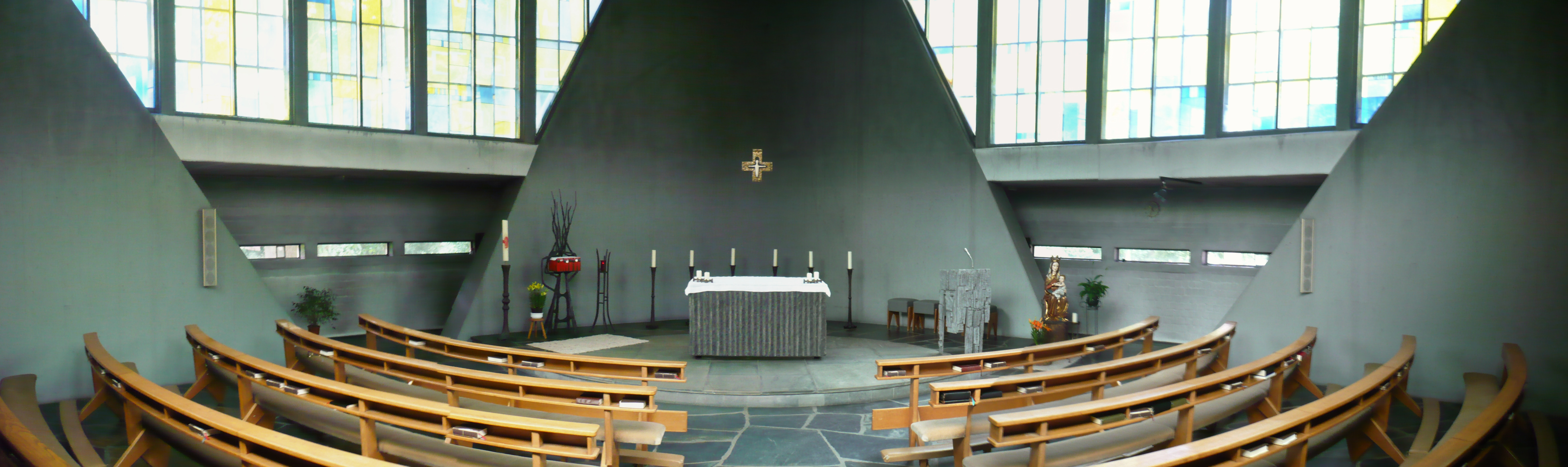
Innenraum der Kapelle von Haus Heidhorn in Münster-Hiltrup

- Wallfahrtskirche Steinhausen, 1728–33 von Dominikus Zimmermann
- Lexenrieder Kapelle, 1772
- St. Marienkirche in Berlin-Wilmersdorf, 1913–25 von Christoph Hehl und Carl Kühn
- Kapelle von Haus Heidhorn in Münster-Hiltrup, 1960er Jahre
- St. Konrad in Mannheim, 1962–64 von Heinz Heß
- Franz-von-Sales-Kirche Düsseldorf, 1969–71 von Hans Schwippert eiförmiger Grundriss
- St. Anton von Padua in Reischach, 1695–1699 von Mathias Weidtinger
- Maria-Eich-Kapelle, Mühldorf am Inn
- Kapelle zum Heiligen Kreuz, Bonlanden, Berkheim
- Dorfkapelle Adelshofen, Bad Wurzach, 1760–1770
- St. Andreas (Untersaal), circa 1730

### Italien

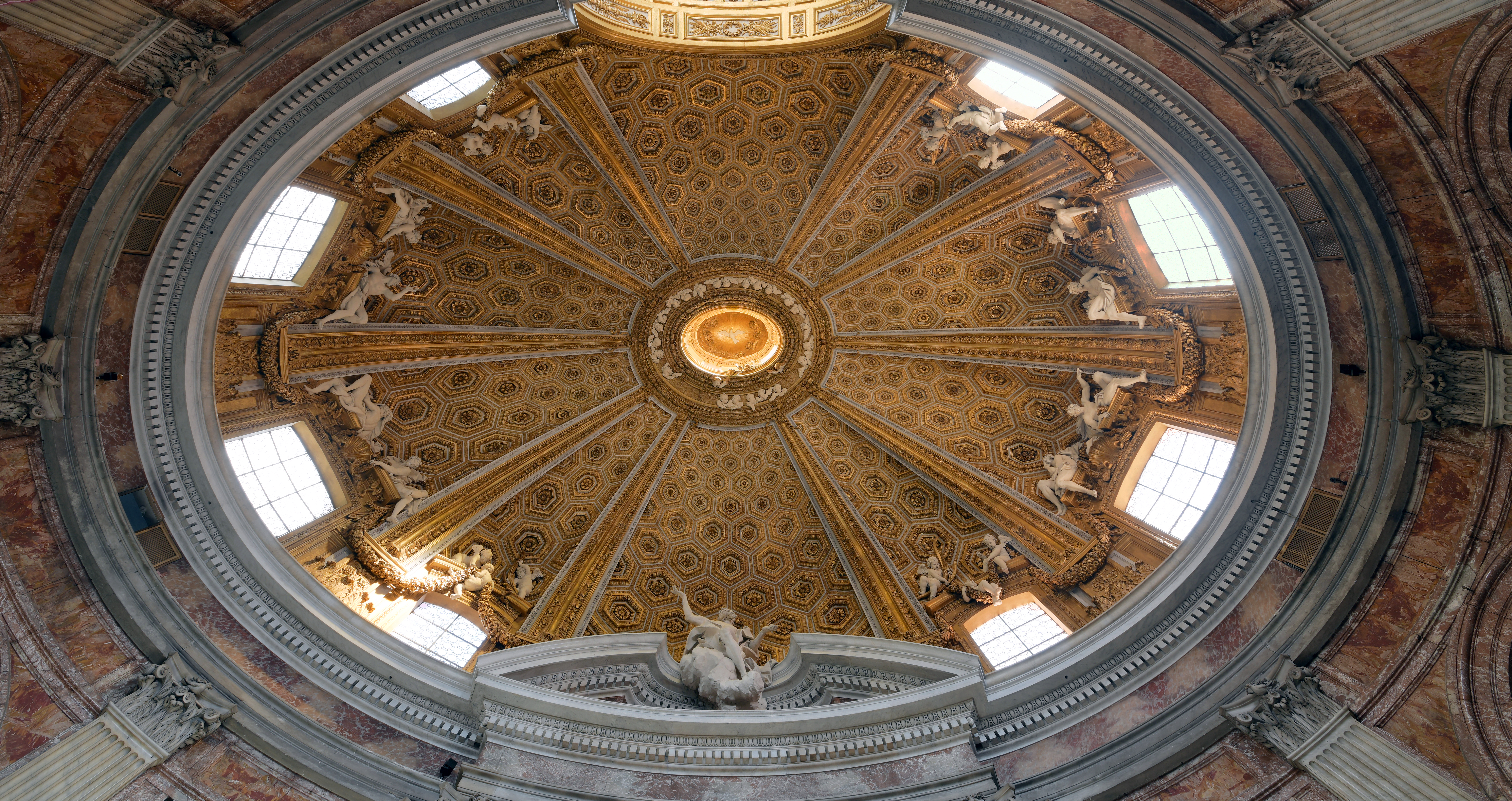
Kuppel der Kirche Sant’Andrea al Quirinale in Rom, 1670

- Sant’Andrea al Quirinale in Rom, 1658–70 von Gian Lorenzo Bernini
- San Pietro in Ischia, 1781
- Sant’Anna dei Palafrenieri, Rom

### Österreich
- St. Theresienkirche in Linz-Keferfeld, 1959–62 von Rudolf Schwarz
- Zur Unbefleckten Empfängnis (Linz)
- Pfarrkirche Sankt Ägydius Hollenegg
- Wallfahrtskirche hl. Peter, Liedering
- Pfarrkirche Bregenz-Mariahilf

### Schweiz
- San Giovanni Battista in Mogno, 1992–96 von Mario Botta

### Spanien
- Sebastián de la Plaza, Alcalá de Henares

### Niederlande
- Klosterkirche Nijmegen, 2011